# Parafia św. Franciszka z Asyżu w Gdańsku

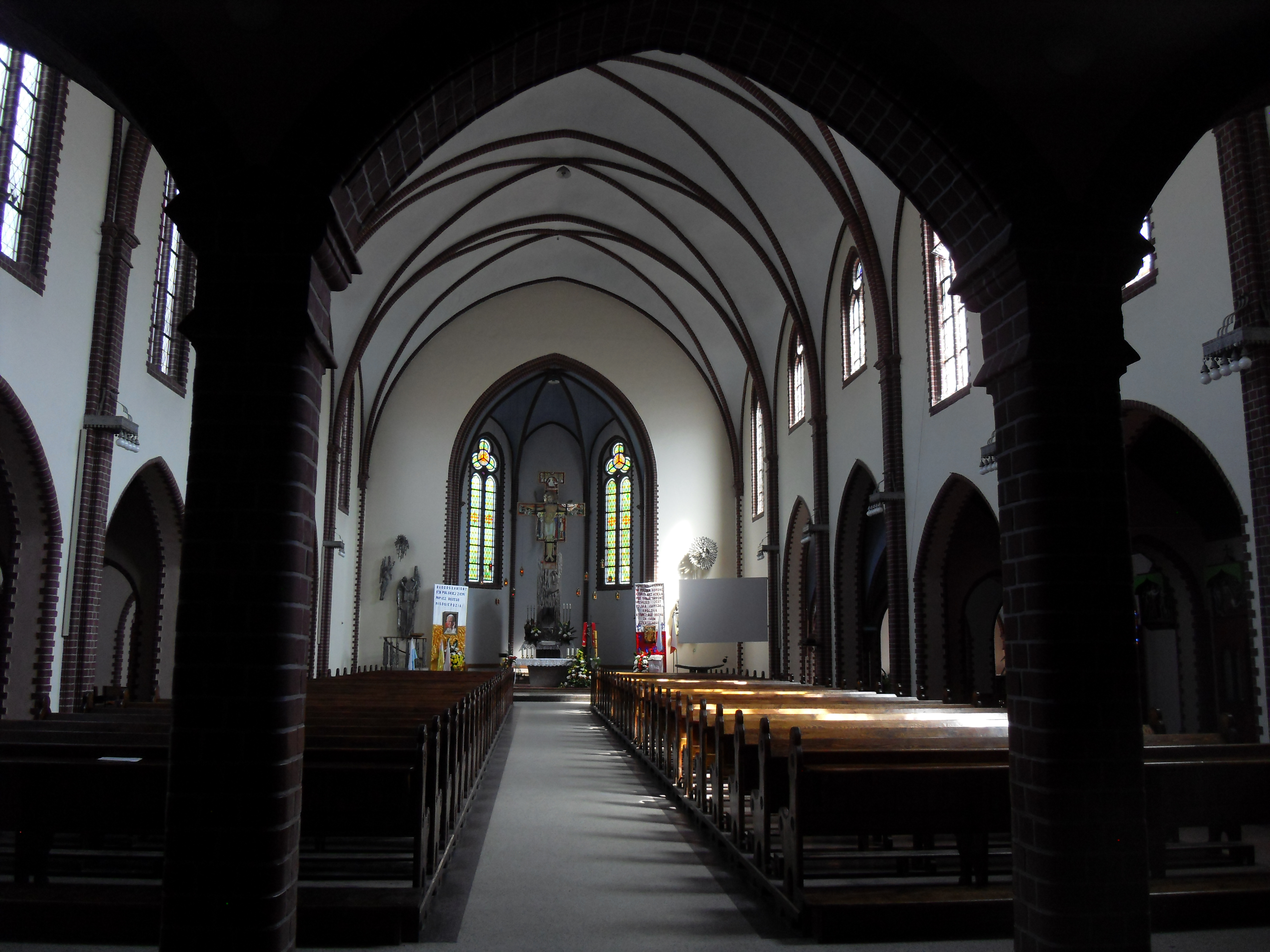
Wnętrze kościoła

Parafia św. Franciszka z Asyżu w Gdańsku – parafia rzymskokatolicka w Gdańsku. Należy do dekanatu Gdańsk-Siedlce archidiecezji gdańskiej.

## Historia
Parafię utworzono w 1906 roku.